# Coca Cola de vidrio

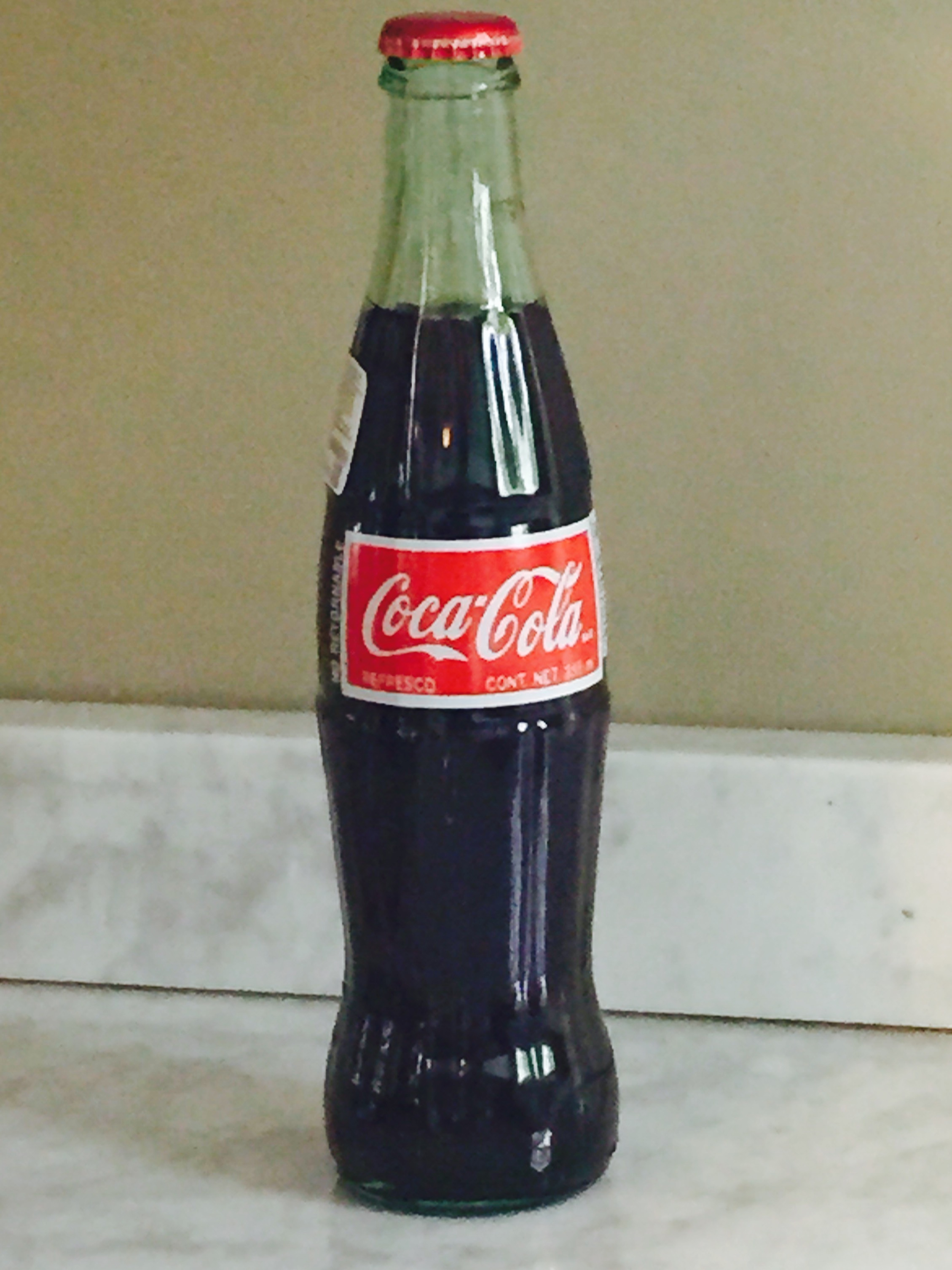
Botella de Coca-Cola mexicana en los Estados Unidos

Se conoce como Coca Cola de vidrio, Mexican Coca-Cola (Coca Cola mexicana), Mexican Coke o (de manera informal) Mexicoke a la Coca Cola disponible en Estados Unidos y Canadá que es producida en México. La Coca Cola de vidrio se ha vuelto popular en los Estados Unidos debido a su sabor característico que resulta de estar hecha con azúcar de caña en lugar de jarabe de maíz con alto contenido de fructosa.
Un fenómeno similar existe en Nueva Zelanda, donde la Coca-Cola está disponible tanto embotellada localmente (endulzada con azúcar) como importada de los Estados Unidos (con jarabe de maíz de alta fructosa).

## Historia
Coca-Cola abrió su primera franquicia de embotellado en México alrededor de 1921 con Grupo Tampico, y luego Grupo ARMA. FEMSA, con sede en Monterrey, es actualmente el embotellador de Coca-Cola más grande de México.
The Coca-Cola Company originalmente importó la versión producida en México a los Estados Unidos principalmente para venderla a inmigrantes mexicanos que crecieron con esa fórmula. La Coca-Cola de vidrio se vendió por primera vez en tiendas de comestibles que servían a la clientela latina, pero a medida que su popularidad crecía entre los no latinos, las cadenas más grandes como Costco, Sam's Club y Kroger comenzaron a distribuirla. Ahora está disponible en la mayoría de las tiendas de comestibles de los Estados Unidos.
En 2013, un embotellador mexicano de Coca-Cola anunció que dejaría de usar azúcar de caña en favor del jarabe de glucosa-fructosa. Más tarde aclaró que este cambio no afectaría a las botellas exportadas específicamente a los Estados Unidos como productos "Coca-Cola Nostalgia".

## Descripción

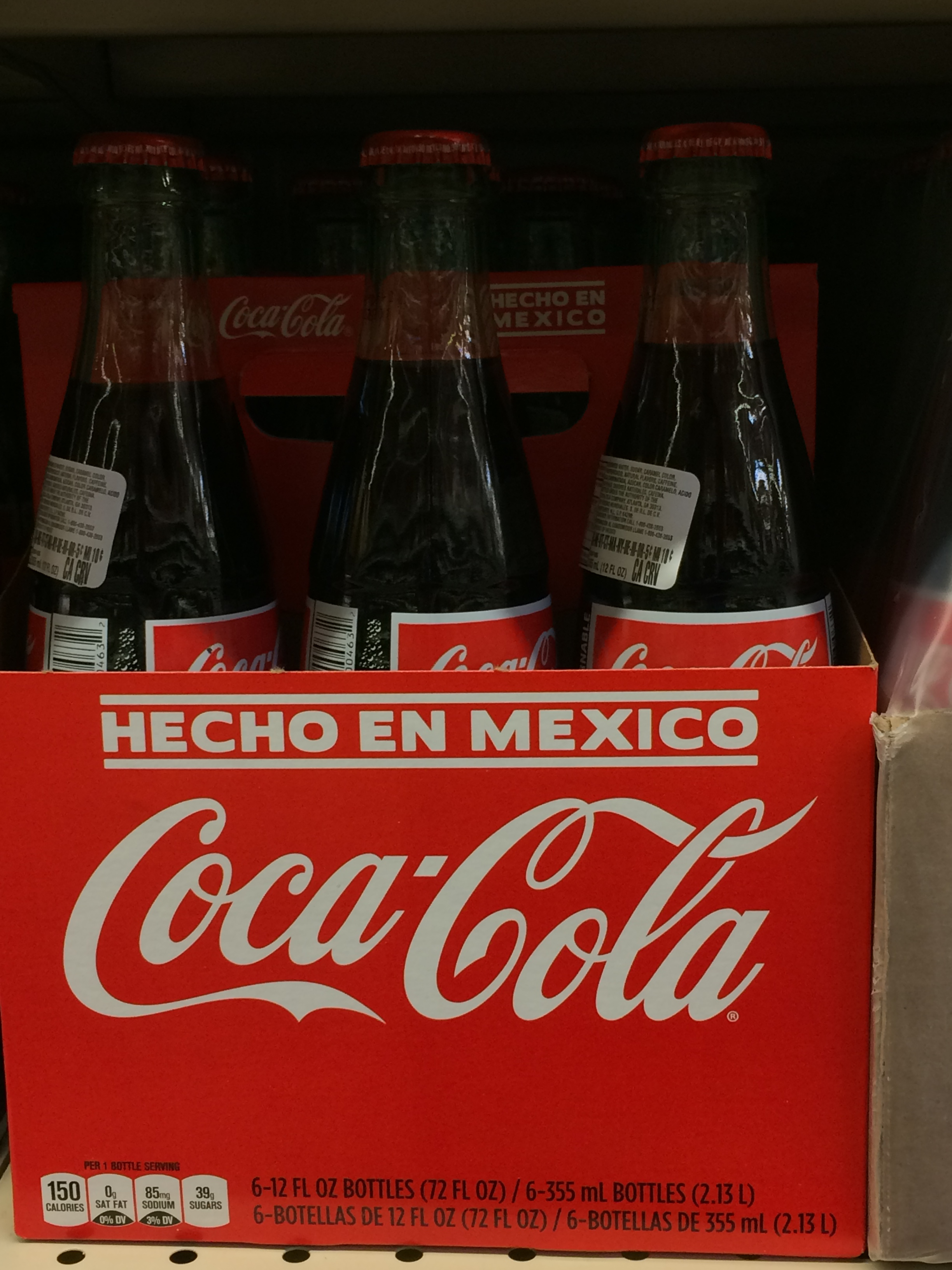
La Coca-Cola Mexicana se vende a menudo en los Estados Unidos debido a la popularidad de su composición de diferentes ingredientes. Es tan conocido que se puede vender en su embalaje auténtico.

Aunque destinada al consumo en México, la Coca-Cola de vidrio se ha vuelto popular en los Estados Unidos debido a un sabor que los fanáticos de Coca-Cola consideran un "sabor más natural". Esta supuesta diferencia en el sabor proviene de que la Coca-Cola mexicana se endulza con azúcar de caña, a diferencia de la Coca-Cola de fabricación estadounidense que se endulza con fructosa desde principios de la década de 1980.
La Coca-Cola de vidrio que se vende en Estados Unidos puede diferir de la Coca-Cola embotellada y vendida en México. La mayor parte de la Coca-Cola mexicana exportada a los Estados Unidos se elabora con azúcar de caña, mientras que algunos embotelladores mexicanos pueden utilizar jarabe de maíz con alto contenido de fructosa para bebidas destinadas a la venta nacional en México. Un análisis científico no encontró sacarosa (azúcar estándar), pero en cambio encontró niveles totales de fructosa y glucosa similares a otros refrescos endulzados con jarabe de maíz de alta fructosa, aunque en diferentes proporciones.

### Botella
La Coca-Cola mexicana se vende en una botella de vidrio gruesa de 355 ml o 500 ml, que algunos han descrito, en contraste con las botellas de plástico más comunes de la Coca-Cola estadounidense, como "más elegantes, con una forma agradablemente nostálgica". Anteriormente, Coca-Cola estaba ampliamente disponible en botellas de vidrio reembolsables y no reembolsables de varios tamaños en los Estados Unidos, pero casi todos los embotelladores comenzaron a eliminarlas y reemplazaron la mayoría de las botellas de vidrio con plástico a fines de la década de 1980. La mayoría de los exportadores de Coca-Cola mexicana colocan una etiqueta de papel en cada botella que contiene la etiqueta de información nutricional, los ingredientes y la información de contacto del embotellador y/o exportador, para cumplir con los requisitos de etiquetado de alimentos de Estados Unidos.
Agregando al factor nostalgia, la botella mexicana de Coca-Cola no tiene una tapa giratoria (como en las botellas de vidrio y plástico estadounidenses) o una lengüeta (como en las latas de aluminio). Se requiere un abridor de botellas para beber el contenido de la botella.